# 岐阜県道364号大平賀富加停車場線
岐阜県道364号大平賀富加停車場線（ぎふけんどう364ごう おおひらがとみかていしゃじょうせん）とは、岐阜県加茂郡富加町内を通る一般県道である。

## 概要
岐阜県加茂郡富加町大平賀の岐阜県道58号関金山線交点が起点。起点から南東に向かいすぐ津保川を渡る。しばらく進むと右カーブし南に向かう。川浦川を渡り、まもなく岐阜県道97号富加七宗線と合流し、重複して南に向かう。国道418号富加バイパスと交差し、さらに旧国道418号に至る。ここまでが岐阜県道97号富加七宗線との重複となっている。県道364号はさらに南下し、岐阜県加茂郡富加町の長良川鉄道富加駅前が終点。
富加町中心部から東海環状自動車道富加関ICへの最短ルートとしての役割を果たしている。
路線の前半は、津保川の大山橋を渡ると田園地帯を通過する。路線の後半、川浦川の滝田橋から終点の富加駅前までは、商店街になっている。富加駅の西半分は美濃加茂市にあり、県道364号を大平賀方面から来て富加駅前を右折するとすぐ美濃加茂市に入る。

### 路線データ
- 起点：岐阜県加茂郡富加町大平賀（岐阜県道58号関金山線交点）
- 終点：岐阜県加茂郡富加町 富加停車場

## 通過する自治体
- 岐阜県
  - 加茂郡
    - 富加町

## 主な接続道路
- 岐阜県道58号関金山線（富加町大平賀）
- 岐阜県道97号富加七宗線（富加町滝田）
- 国道418号（富加町羽生 駅前交差点）

## 周辺
- 富加駅（長良川鉄道）